# 八路军第三四四旅
八路军第一一五师第三四四旅，是1937年8月由红十五军团改编而成。演变为新四军第三师、东北民主联军第二纵队、中国人民解放军第39军。

## 历史
1937年8月，中国工农红军第十五军团第73、第75、第78师改编为第三四四旅。红78师缩编为两个营，分别编入687团和688团为第2营。全旅共6200余人。红15军团参谋长陈奇涵调出。
- 旅长徐海东
- 副旅长黄克诚(1937年10月到职时任旅政治委员)
- 参谋长陈漫远
  - 作战科长张池明 副官主任苏焕清
- 第687团：红73师和红78师一部组建。团长张绍东、副团长韩振纪/田守尧、政训处主任崔田民/谭甫仁 参谋长兰国清
  - 一营：
  - 第二营：陕北红二十六军改编的红十五军团第78师第232团全部和第234团一部编为第二营。营长颜东山。1938年1月调出组建第689团。344旅警卫营补入687团为新2营。营长蔡家永(町店战斗牺牲)
- 第688团：红75师和红78师另一部组建。团长陈锦绣(1938年1月22日在河北省平山县温塘洪子店伏击日军千余人，1月24日陈锦绣抵近指挥，日军集中炮火向其射击，陈锦绣和一营长刘国清等7人当场牺牲，且没有留下尸首)/韦杰、副团长田守尧/韩先楚、参谋长卢绍武 政训处主任刘震 政训处副主任吴信泉 组织股长王德贵 一参谋（作战参谋）冯志湘 三参谋(通信参谋)叶建民 1937年9月下旬因山洪阻路，未能进入作战地域，作为115师预备队没有参加平型关战斗。
  - 一营：营长刘国清
    - 一连指导员：黄薇

  - 二营：营长王德荣(红78师233团团长)/冯志湘 特派员何传洲(町店战斗中在松树岭牺牲)。1938年1月调出组建第689团。
- 旅警卫营：1937年2月陕南人民抗日第一军改编为红十五军团警卫团。1937年8月改编为旅直属警卫营，营长何振亚，政委李雪三。

1937年8月下旬，从陕西三原出发在韩城芝川东渡黄河。1937年9月下旬参加平型关战斗。战后，344旅在晋东北不断出击，大力开展敌后游击战。
1937年12月，344旅奉命开赴冀西平山地区，相机打击正太、平汉铁路沿线之敌，牵制日军继续南进，并放手发动群众，壮大队伍。1938年1月，344旅688团袭击了正太路上的井陉煤矿，歼灭守矿日军，捣毁了煤矿设施。
1937年12月18日把687团2营和688团2营调出合编新建344旅第689团，韩先楚任团长，崔田民任政委。1营营长王德荣。
1938年1月，受第129师指挥。
1938年3月，参与粉碎日军对晋东南九路围攻。1938年4月，第689团参加著名的长乐村战斗，与日军反覆争夺戴家垴高地，1营伤亡过半仍冲锋不止，全团伤亡500余人。344旅和决死第一纵队于山西长子县张店、张度岭截击南逃的日军第108师团一部，张店战斗是反九路围攻的最后一仗，344旅消灭日军千余人，自身伤亡638人。
反九路围攻战后，第344旅主力留长治附近整训，第689团随第129师主力从太行山区向冀南、豫北平原展开。5月初，因未正确领会上级作战意图和摸清敌情，第689团在冀南威县由围城打援变成强攻城垣，损失较大，伤亡350余人，失枪百余支，仅歼日伪军100余人。此后4个月，第689团在冀南平原转战。1938年8月底，第689团返回平汉路以西归建344旅。
1938年6月底，日军第108师团主力沿晋城至曲沃公路西进，驰援同蒲铁路南犯日军。第344旅（欠第689团）奉命由长子地区南下至晋城以西地区截击。1938年7月6日，第108师团一部乘汽车50余辆，附骑兵一部西犯。10时许，其先头骑兵200余人到达上、下黄岩，主力进至阳城以北之町店附近停下休息，接近我第344旅预伏阵地。12时主动出击，于20时主动撤出战斗。町店战斗，第344旅以伤亡509人的代价共毙伤日军500余人，击毁汽车20余辆，有力地支援了国民党军卫立煌部组织的侯马之战。
从1937年8月改编至1938年7月，第344旅累计歼灭日军近3000人，自身伤亡3000余人。
1938年7月，组建第344旅特务团。
1938年8月，徐海东病重离职，回延安休养。第343旅第685团团长杨得志任第344旅副旅长、代理旅长。第689团归建后，第688团被调出于1938年11月开辟鲁西北抗日根据地。1939年1月，第688团参加冀南香城固诱伏战，圆满完成正面阻击和最后围攻任务。
1938年12月，第344旅独立团组建。该旅已下辖有5个团。
- 代旅长杨得志 政委黄克诚
- 第687团团长田守尧 政委吴信泉
- 第688团团长韦杰 政委何柱成
- 第689团团长韩先楚 政委康志强
- 独立团：以第688团第3营营部带第10连、第12连等组建。 团长刘震 政委高农斧
- 特务团：抗战后，韩复榘第三路军总部参议冀镇国[3]在家乡范县拉起队伍，被范筑先收编为山东省第六区抗日游击第十三支队，在濮阳、濮县交界处发展为4个团与卫队营。1938年10月在鄄城事件中被顽军击溃。以八路军第一一五师三四四旅六八八团第一营两个连为骨干（第二连编为特务团二连，第三连编为特务团第一连），以第十三支队突围余部为基础成立第一一五师第二支队，冀镇国为司令员，常玉清为政治委员，张赤民（张池明）为政治部主任，南偕池为政治部副主任，张芳（即张方、王芳）为参谋长，不久扩充为二千多人。1939年秋改编为八路军第二纵队特务团，团长覃健，政委常玉清，冀镇国部为第二营。

1939年2月，旅特务团、独立团进入冀鲁豫边区。1939年3月，第344旅代旅长杨得志、政治部主任崔田民、旅供给部副部长刘炳华率旅直工兵排、炮兵排及部分干部共百余人（第344旅教导营，营长卢绍武），由山西高平挺进冀南、豫北，在河南濮阳与第344旅独立团、特务团及冀鲁豫边游击第二支队会合，于1939年3月9日组成115师冀鲁豫支队，杨得志兼任司令员，崔田民兼任政治部主任，卢绍武任参谋长，将独立团、特务团、黄河支队等游击队，整编为五个大队，实行统一领导（第四、五大队仍归地方党领导），开始创建冀鲁豫边区平原抗日根据地。1939年底，冀鲁豫支队组建独立大队、豫北支队。
1939年春，第344旅主力配合第129师参冀南反“扫荡”。晋东南的第344旅主力也在1939年下半年在第129师统一指挥下，投入到反日军5万余人重兵的＂扫荡＂作战中，后参加邯（郸）长（治）战役，巩固太行抗日根据地。
1940年初，编制序列为：
- 第344旅 旅长杨得志 政委黄克诚
  - 第687团 团长 何振亚 政委 吴信泉
  - 第688团 团长 韦杰 政委 何柱成
  - 第689团 团长 韩先楚 政委 康志强
- 冀鲁豫支队 司令员杨得志 政委崔田民
  - 第1大队：原344旅独立团。大队长刘震 政委李雪三
  - 第2大队：原344旅特务团。大队长覃健 政委常玉清
  - 第3大队 大队长 鲍启祥 政委 刘汉生
  - 第4大队 大队长 吴大明 政委 王石钧
  - 第5大队 大队长 胡继成 政委 1940年4月用于组建第688团。
  - 独立大队 大队长 政委
  - 豫北大队 大队长 政委
  - 独立游击支队：1939年底第129师独立游击支队调归冀鲁豫支队。 支队长赵基梅 政委涂锡道

1940年2月6日，八路军总部命令，在太南的陵川、平顺组建八路军第二纵队。纵队部由第344旅部组成，司令员由八路军副参谋长左权兼任，政委黄克诚，杨得志任副司令员，韩振纪任参谋长 崔田民任主任，唐亮任副主任。总兵力2.5万人。下辖：
- 第344旅：由第687团、第689团机关各抽调一部分人员组成第344旅新旅部
- 新编第1旅：由第344旅第688团、第129师晋豫边游击支队改编。旅长韦杰，政委唐天际。副旅长何柱成（后黄新友）
  - 第一团：第六八八团编成。解放战争时为六纵十六旅46团，第12军第34师第100团。
  - 第二团：晋豫边游击支队编为第二团。前身为1938年3月，唐天际从延安来到山西阳城，以阳城人民武装自卫队和县公安武装的300人枪为基础，组建了晋豫边游击纵队，县长李敏之任司令员，公安局长张月川任副司令员，唐天际任党代表。在沁水、翼城、垣曲、济源、沁阳、博爱和晋城之间地带活动。在晋豫边游击纵队中抽调300人枪为基础，成立八路军晋豫边游击队。晋豫特委在阳城下寺坪村（今横河镇中寺村）千峰寺召开军民大会，宣布八路军晋豫边游击队成立。司令员由唐天际担任，副司令员由李敏之兼任，参谋长由方升普（后为副司令员）担任，政治部主任高锦民。随后，晋豫边游击队又在济源县邵源镇黄楝树村召开游击队成立誓师大会。1938年9月，八路军总部决定凡地委管辖的部队都称支队，并设立政治委员。因此，八路军豫晋边游击队改为八路军晋豫边游击支队（亦称唐支队）。发展到3000人。 第二团团长方升普，政委敖纪民。称之“老二团”。1946年1月改番号为太行四分区四十三团。编为太行独立第二旅第四十三团。1947年8月15日，太行独二旅编为太行军区第九纵队第二十六旅，第四十三团编为第七十六团。1949年编为第十五军第四十四师第一三○团。
  - 决死第三纵队 司令员戎伍胜 (戎子和) 政委董天知
    - 第7团 团长 余伦胜 政委 高治国
    - 第8团 团长 谭友夫 政委
    - 第9团 团长 刘胜斌 政委 郝培苗
- 河北民军第4团：1939年6月15日在陵川县脱离张荫梧，投奔八路军。1939年8月改编为华北抗日民军，朱程任司令员，闻允志任政委。1940年春节前，民军进驻豫北林县。

黄克诚向中央和八路军总部建议：将第二纵队分成两部分，一部分坚持晋东南根据地斗争，另一部分越过陇海路向华中发展。1940年3月，毛泽东致电朱德、刘少奇，完全同意＂将三四四旅调陇海路南增援华中＂，＂应速开动＂。为巩固华北与华中抗日根据地的联系，加强对直南、豫北和鲁西南地区工作的领导，北方局于1940年3月底决定成立中共冀鲁豫区委员会。1940年4月，黄克诚留新编第一旅坚持晋东南根据地斗争，自己率第二纵队机关和三四四旅、河北民军第4团东出太行，于4月底进入河南濮阳，与那里的冀鲁豫支队会合。1940年4月1日，中共中央、中央军委指令八路军调第三四四旅须于两个月内进至淮河附近。
1940年4月30日，根据八路军总部决定，第二纵队在内黄县南张保村进行整编，以第344旅旅部组成纵队部，将冀鲁豫支队分编为新编第2、新编第3旅。河北民军第4团等部扩编为河北民军第1旅。新编第1旅、决死第3纵队保留建制不变。同时成立冀鲁豫军区，辖第1、第2、第3军分区，军区机关由八路军第二纵队机关兼。黄克诚任冀鲁豫军区司令员兼第二纵队政委，杨得志任第二纵队司令员，崔田民任冀鲁豫军区政委。为加强冀鲁豫边区的党政军的统一领导，成立了冀鲁豫军政委员会，黄克诚、崔田民先后任书记。
- 八路军第二纵队 司令员杨得志，政治委员黄克诚，参谋长卢绍武，政治部主任崔田民，副参谋长昌炳桂，政治部副主任唐亮。
  - 第三四四旅：旅长刘震，政治委员唐亮/康志强，参谋长沈启贤，政治部主任高农斧。
    - 第687团：团长张天云、政治委员张池明。第二营调去组建688团，由晋东南地方武装重建新的二营。
    - 第688团：由第687团2营、冀鲁豫支队第五大队和内黄县大队组成。团长盛世坤、政治委员朱士金
    - 第689团 团长王德荣、政治委员王德贵

  - 新编第二旅 1940年4月30日由冀鲁豫支队主力编成。旅长田守尧(当时在延安学习，8月到职，先由杨得志兼)，政治委员崔田民(兼，后为吴信泉)、副旅长常玉清、参谋长卢绍武、政治部主任李雪三、供给部部长刘炳华、卫生部部长刘胜望。6月南下华中，编入八路军第五纵队。
    - 第四团，由冀鲁豫支队第一大队编成，团长傅春早，政治委员孙仁道/周正华。后沿革为冀鲁豫教导七旅第19团，调陕北为教导旅第一团，第六军第十六师第46团。
    - 第五团，由冀鲁豫支队第二大队编成，团长覃健 政委贺大增。 1940年5月15日，覃健率第五团向马山集之石友三部发起进攻。在兄弟部队配合下，此战取得胜利，共毙伤国民党顽军2000余名，俘500余名，缴获武器弹药一批。
    - 第六团，由直南特委游击第二支队编成，团长胡继成兼参谋长 政委鲍启祥

  - 新编第3旅 1940年4月由赵(基梅)谭(甫仁)支队、冀鲁豫支队独立大队、豫北大队及第三四四旅特务营编成。旅长韩先楚、赵基梅(代)，政治委员谭甫仁，副旅长赵基梅，参谋长李星三，政治部主任黄惠良。 
    - 第7团由赵谭支队主力改编。团长余克勤 政委谢福林
    - 第8团由独立大队、第三四四旅特务营扩编成 团长龙世兴 政委张旭
    - 第9团由赵谭支队一部、豫北大队编成 团长李天德 政委刘聂奎

  - 河北民军第1旅：1940年10月由朱(程)闻(允志)支队民军第四团改编。旅长朱程，政治委员闻允志，参谋长朱绍华，政治部主任魏明伦。 1940年兼第一分区，朱程、闻允志分别为分区司令员、政委。
    - 第1团 团长石良友，政治委员张思英
    - 第3团 团长朱展，政治委员张勇

  - 独立团：团长张方（后任平原省与河南省黄河河务局局长） 政委关盛志
- 南进支队1940年春，冀中军区（第三纵队）赵(承金)谭(冠三)支队参加讨伐石友三战役后，留冀鲁豫地区，改称南进支队。司令员赵承金，政治委员谭冠三，参谋长刘玉璋，政治部主任张毅忱。
  - 第十六团，团长盛治华，政治委员邓东哲；
  - 第二十一团，团长邢芳银，政治委员曾凡有。
  - 回民支队支队长马本斋，政治委员郭六顺。
- 冀鲁豫军区 司令员黄克诚(兼)、杨得志(兼)，政治委员崔田民，副司令员谭甫仁，参谋长卢绍武(兼)，政治部主任唐亮(兼)。
  - 冀鲁豫军区第1军分区(直南) 司令员 赵遵康 政委 王凤梧
  - 冀鲁豫军区第2军分区(豫北) 司令员 周桂生 政委 谢富林
  - 冀鲁豫军区第3军分区(鲁西南) 司令员 张耀汉 政委 张应魁
- 新四路：河南自卫军第四路军副司令兼第一大队大队长李静宜于1940年4月1日在滑县马姬林村率部起义，编为冀鲁豫支队新四路军。司令员李静宜。1940年5月5日，日军向冀鲁豫边区发动大扫荡，副大队长赵歧山为首企图叛变被镇压。1941年2月该部编为第二分区（后为第六分区）主力。

1940年5月5日，中共中央致电八路军、新四军，指出：蒋介石欲把我八路军、新四军统统纳入黄河以北，送入敌手，困死饿死，我决不能上他的当，决不能限死黄河以北，不入中原。华中是我最重要的生命线。八路军第三四四旅应即开入淮河北岸，苏鲁豫支队应迅速南进苏北。凡扬子江以北，淮南路以东，开封以东，陇海路以南，大海以西，统须在一年内造成民主的抗日根据地。
1940年5月26日，在太行的新编第1旅调归129师建制。  
1940年6月，杨得志留守冀鲁豫军区。第二纵队机关从冀鲁豫军区机关中分出，黄克诚率第344旅和新2旅分两个梯队跳出日伪军2万多人＂扫荡＂的包围圈南下：
- 南下第一梯队由344旅旅长刘震、政委康志强率第687、第688团和新2旅第6团，从内黄沙区经山东菏泽、东明、成武、单县，在黄道口越过陇海铁路。在跨越陇海铁路时，第6团与日军遭遇，经激战击溃敌人，牺牲近100人。6月20日第一梯队分两批到达涡阳以北之新兴集和涡河边的李园、赵旅屯一带，与新四军第六支队会师，并在油张集再次与日军激战，歼敌150余人。
- 第二梯队由新编第二旅政委吴信泉率领新二旅第4、第5团和第344旅第688团，在冀鲁豫区粉碎敌人的大扫荡以后，东进到范县，然后经定陶、郓城、韩城、金乡一路南下。黄克诚和韩振纪率教导营、警卫连在韩城与吴信泉会合。在横跨陇海铁路时，留在冀鲁豫军区的杨得志来电报称，冀鲁豫军区主力部队不足，黄克诚即命新2旅第4团返回冀鲁豫，自率新二旅第5团和344旅第688团2个团南下。在南下途中，先后与日伪军遭遇，经激战突出重围，6月27日到达安徽涡阳地区，与先期到达的第一梯队胜利会师。

按照中央军委命令，7月2日八路军第二纵队(2个旅5个团计1.2万余人及教导营干部500余人)与新四军第六支队合编为八路军第四纵队：
- 八路军第四纵队，彭雪枫任司令员，黄克诚任政委，副司令员吴芝圃，参谋长张震，政治部主任萧望东。原新四军第六支队司令、政治、供给、卫生机关改为纵队机关。下辖4个旅9个团：
  - 第2旅：原第二纵队新编第二旅。旅长田守尧（延安学习未到职），政治委员吴信泉，副旅长常玉清，政治部主任李雪三
    - 第五团（团长覃健、政治委员贺大增）
    - 第六团（团长胡继成、政治委员鲍启祥）

  - 第4旅：原第二纵队第三四四旅。旅长刘震，政治委员康志强，副旅长曾健，参谋长沈启贤，政治部主任高农斧
    - 第10团：原687团（团长张天云、政治委员张池明）
    - 第11团：原688团（团长盛世坤、政治委员朱士金）
    - 第12团：原689团（团长王德荣、政治委员王德贵）

  - 第5旅：第六支队第一、第二团编为第五旅。旅长滕海清，政委孔石泉，副旅长张太生。
    - 第13团：第六支队第一团改编。团长兼政委张太生兼
    - 第14团：第六支队第二团改编。团长姚运良,政委黎同新。第二总队前身是1939年12月11日，第一战区抗日自卫军第七路为抵制改编与吞并的阴谋，由河南省委代表向明及胡晓初、屈申亭、侯香山、王学武率领，从西华县辗转到达豫皖苏边区，改编为新四军游击支队第二总队，总队长胡晓初，政委向明/侯政，副总队长屈申亭与侯香山，参谋长周守，政治部主任方中铎/王学武，辖两个团（第四团团长屈申亭、政治处主任陈其五；第五团团长侯香山、政治处主任张彤），共1544人，步马枪1067支、手枪79支、轻机枪12挺、迫击炮2门。1940年六一阅兵后二总队缩编为一个团。原第二总队因减员过多，缩为一个营，编入第六支队第二团。

  - 第6旅：第六支队第一、第三总队、第三团编为第六旅。旅长谭友林/饶子健，政委赖毅/吴芝圃，副旅长吴信容
    - 第16团 第三团改编。[团长:张永远,政委李廷杰]
    - 第17团：第一总队改编。团长刘子仁 团政委蔡永、副团长周大灿、政治处主任糜云辉 特派员温治平 政治处干事徐春阳。第一总队前身为1939年3月国民党永城县县长鲁雨亭所领导的永城游击队发展到500余人，改编为湖西人民义勇军第二总队第二大队（后改支队），鲁雨亭任大队长。1939年8月29日，经报请中央批准，鲁雨亭部编为新四军游击支队第一总队，总队长鲁雨亭，政委孔石泉，参谋长许遇之，政治部主任王卓然，副主任张先舟。下辖4个大队共966人，1939年底扩编为两个团（第一团团长刘子仁、政委王静敏，第二团团长孔庆同、政委萧学林）。1940年4月1日，日伪军围攻永城县山城集，鲁雨亭牺牲，刘子仁继任总队长。1940年六一阅兵后缩编为一个团。
    - 第18团：团长:寿松涛/吴信容兼。政委蔡永,副团长李秉枢兼三营营长。1938年6月30日，徐西北区委调集湖西各县抗日游击队在丰县华山尹小楼会师，成立湖西人民抗日义勇队第二总队。总队长李贞乾、政委王文彬、政治部主任孙叔平、参谋长张如。萧县抗日武装编为第十五大队、十六大队、十七大队。1938年10月，十八大队、十九大队合编为湖西人民抗日义勇队第二总队第三支队，支队长孙象涵，教导员尹侠僧。1939年元月，第十七大队、第十九大队升编至八路军山东纵队挺进支队。1939年2月，第二总队所属部队编为三个营、千余人枪。1939年5月13日，该部在萧县梧桐改编为苏鲁豫皖游击七大队，大队长耿蕴斋，大队副孙象涵，政委蓝廷辉。1939年7月，三营（营长孙象涵兼）随八路军苏鲁豫支队第一大队东进；一营（营长李仁山）、二营（营长吴信容）编入八路军苏鲁豫支队三大队。1939年8月萧县抗日游击支队在蒋新楼成立，支队长吴信容，政委孟宪章，政治部主任崔文斌。初建时一个营，后发展为二个营。1939年底宿西县相山大队编入萧支后为三个营。总兵力约1500人，长短枪1300余支。不久，编为新四军六支队第三总队第七团。1940年8月，改编为八路军第四纵队第六旅第十八团，1940年12月12日，吴信容率第十八团第一营、第二营七连及团直属队，伙同刘子仁、耿蕴斋叛变，改编为国民党苏鲁豫皖边区游击第二纵队第三支队，吴信容担任支队长，吴信容在1942年病死。由弟弟吴信元（解放战争为豫皖苏三分区副司令）接管，1944年8月率部（苏北挺进军28纵队3支队）2000人起义编为新四军4师萧县独立旅。
      - 1939年3月,在濉溪区农民救国会和各联保武装的基础上,合编成立了相山游击大队。全队400多人枪,辖3个连。李秉枢任大队长,周从裕任教导员。1939年7月,相山游击大队奉命和萧县武装合编为萧宿永游击支队第三营，后来编为八路军第四纵队六旅十八团三营。
      - 1939年7月，萧县、宿县地方抗日总队合编为萧县游击支队（支队长吴信容，政委姚运良）。1939年9月，萧县抗日游击支队在蒋新楼成立（支队长吴信容，政委孟宪章）。1939年12月，萧县游击支队和宿县独立团合编为新四军游击支队第三总队，总队长耿蕴斋，政委谭友林， 副总队长顾但容 参谋长黄思沛 政治部主任刘作字/黎同新，辖第七团（萧县独立旅第一团。团长赵海风（1907年6月29日-1976年7月19日，红三十军第88师副团长、新四军第4师第11旅第32团团长、第9旅第27团团长、淮阴军分区副司令员、军分区司令员）、萧县中心县委书记李忠道兼政委）、第八团（宿县（宿西）县委书记李时庄兼团长、政委周启邦），共约2500人。六一阅兵战后，三总队第8团编入支队特务团，其余编入第6旅第18团。

  - 特务团 ：1939年2月,由萧县的一部分武装和宿西逢源乡的一部分武装共同组织成立萧宿大队。大队长丁茂修,指导员于铁民,活跃在萧宿永边界一带。改编为八路军苏鲁豫支队独立营。丁茂修任营长,于铁民任教导员。1939年8月,该营和宿西另一些游击队合编为八路军宿西独立大队，辖3个营和1个特务连,共约800人。1939年12月八路军防区划为陇海路以北，宿西独立大队被编为新四军第六支队第三总队第八团。团长李时庄（宿西县委书记），副团长陈文甫，政委先后为黄历华、蔡永、周启邦、姚运良、方中铎。1940年8月，升编为八路军第四纵队特务团。团长:程致远 政委:蔡文福（蔡永）
  - 独立团
  - 豫皖苏边区保安司令部：领导和指挥地方武装 司令员耿蕴斋、政治委员吴芝圃(兼)。
    - 萧县独立团
    - 永城独立团 团长兼政委寿松涛（县委书记）[6]
    - 睢杞独立团：团长兼政委蓝桥。受顽固派威迫，撤离睢杞，改编为十五团，归五旅建制。
    - 萧县总队
    - 亳北独立大队

  - 宿县独立团：：1940年6月中旬编入第二团。

1940年7月，中央军委电令黄克诚留一个旅在彭雪枫处，执行＂向西防御＂任务，自率一个旅进军皖东北，执行＂向东发展＂任务。7月中旬八路军第四纵队重新整编。
黄克诚带领导机关和第二旅及第四旅第687团越过津浦路，与先期进入皖东北的八路军苏鲁豫支队（前身叶挺独立团、红一军团红2师、八路军第一一五师第343旅第685团）会合。1940年8月20日，遵照中央军委指示，将淮河以北、津浦路以东的所有由共产党领导的抗日武装统一整编为八路军第五纵队：
- 八路军第五纵队，黄克诚任司令员兼政委兼政治部主任同时兼第四纵队政委，韩振纪任参谋长，政治部主任吴法宪，政治部副主任邓逸凡。八路军第二纵队领导机关改为第五纵队领导机关。全纵实力为2万余人。下辖
  - 第1支队：苏鲁豫支队改编。支队长彭明治，政治委员朱涤新，参谋长田维扬、政治部主任吴法宪、供给部部长郑善康
    - 第一团
    - 第二团
    - 第三团

  - 第2支队：由新2旅及第4旅第687团改编。司令员田守尧，政委吴信泉
    - 第5团[团长:覃健,政委:贺大增]
    - 第6团[团长:胡继成,政委:鲍启祥]
    - 第10团[团长:张天云,政委:张池明]

  - 第3支队，由八路军山东纵队陇海南进支队（1940年3月，山东分局对陇海铁路以南的所属部队在邳县铁佛寺（今铁富镇）苏皖纵队司令部（原八路军山东纵队陇海南进游击支队司令部）驻地，陇海南进支队与苏鲁豫支队第七大队孙象涵部合编“八路军山东纵队陇海南进支队”。钟辉任司令员，韦国清任政治委员，孙象涵任副司令员，张震寰任政治部副主任）及新四军第六支队第4总队改编而成，司令员张爱萍，政委韦国清、副支队长孙象涵
    - 第7团：苏鲁豫支队第七大队，团长孙象涵，政委李浩然]
    - 第8团：八路军山东纵队陇海南进支队。团长翁叙文，政委谢锡玉
    - 第9团团长赵汇川/张震球/赵海峰，政委蔡明（江西省兴国县人，1916—1955）/王静敏，徐志斌任副团长，柯愈强任参谋长，孙朝旭任政治处主任。前身为1939年8月间，遵照刘少奇令新四军游击支队派干部和部队开辟皖东北地区的指示，新四军游击支队党政军委员会研究决定，豫皖苏省委书记张爱萍、刘玉柱等前往津浦路东，开辟新的地区。12月底，经中央批准，活动于津浦路东的新四军部队及党所领导的地方武装（含今泗洪县及运河西部分宿迁市区），合编为新四军游击支队第四总队，总队长兼政委张爱萍，副政委黄春圃(江华)，参谋长杨志雅、政治部主任张震球、副主任张震寰。辖第十团（团长兼政委张太生，1940年2月调路东，6月调回津浦路西归建）、第十一团（团长赵汇川，政委蔡明）、第十二团（团长徐崇福，后编入胡田大队）、独立团（团长石青）、独立大队（大队长陈风阳）。

  - 泗阳独立团
  - 皖东北保安司令部：司令员张爱萍兼

1940年10月10日，八路军第五纵队第一支队第一团与北上的新四军苏北指挥部第2纵队第6团在盐城、东台间的白驹镇狮子口胜利会师。10月15日，陈毅和黄克诚在盐城会面，两位久别重逢的老战友倍觉亲切。陈毅即兴赋诗：＂十年征战几人回，又见同侪并马归。江淮河汉今谁属，红旗十月满天飞＂。
1941年1月皖南事变发生后，中央军委宣布重建新四军。1940年2月八路军第五纵队奉命改编为新四军第三师，黄克诚任师长兼政委，彭雄任参谋长，下辖第7、8、9旅，由原第1支队、第2支队、第3支队依次改称。全师近2万人。原属八路军第二纵队的第三四四旅改为新四军第四师第十旅。
1941年7月，华中局书记、新四军政委胡服、代军长陈毅等决定，把在津浦路西坚持斗争遭到严重损失的第4师第10旅与第9旅对调。为充实第10旅，将第四师第11旅第33团千余人编人第10旅。同时，从第10旅调出红军时期入伍的战斗骨干千余人(内有营、团干部16名)留第四师工作。第10旅后与淮海军区合并、地方化，后沿革为第三十九军第116师。
抗战胜利时，新四军第三师自身发展为4个旅（第7、8、10旅、独立旅）15个团（含3个特务团）共3.5万人。苏北地方武装也发展有3.5万人。成为新四军中实力最强大的一个师。该师4年作战近5000次，歼灭日伪军6万多人。
1948年11月，原新四军第三军第七旅改编为第127师，第八旅改编为第115师，第十旅改编为第116师，独立旅改编为第117师。